# Немачки језик
Немачки језик (немачки: Deutschⓘ, Deutsche Sprache) један је од језика западне групе германских језика и спада међу највеће светске језике. То је матерњи језик највећег броја становника Европске уније.
Немачким језиком се говори у Немачкој, Аустрији, Лихтенштајну, у две трећине Швајцарске, у две трећине провинције Јужни Тирол у Италији, источним кантонима Белгије и у пограничним деловима Данске.
У Луксембургу, као и у француским областима Алзас и Лорена, староседеоци ових области говоре различитим немачким дијалектима, док је део становништва овладао стандардним немачким (посебно у Луксембургу), мада је у Алзасу и Лорену француски језик потиснуо немачки у последњих четрдесет година.
Мале заједнице које говоре немачким језиком опстале су у Румунији, Чешкој, Мађарској, посебно Русији, Казахстану и Пољској, мада су масивне емиграције становништва немачког порекла из ових земаља у Немачку смањиле број говорника у овим заједницама.
Ван Европе, највеће заједнице у којима се говори немачки језик налазе се у САД (у државама Северној и Јужној Дакоти, Монтани, Висконсину и Индијани; у Бразилу (области Рио Гранде до Сул, где је настао  , Света Катарина, Парана и Еспирито Санто), у које је мигрирало милионе Немаца у задњих двеста година; али већина њихових потомака не говори немачки.
Заједнице у којима се говори немачки се могу такође наћи у бившој немачкој колонији Намибији, као и другим земљама у које су емигрирали Немци, као нпр. Канада, Исланд, Аргентина, Мексико, Парагвај, Чиле, Перу, Венецуела, Тајланд и Аустралија.
Немачки језик је матерњи језик око сто милиона људи у Европи (подаци из 2004), односно матерњи је језик 13,3% Европљана, што га чини језиком којим се служи највише говорника у Европи без Русије, више од француског језика (66,5 милиона говорника 2004) и енглеског језика (64,2 милиона говорника 2004). Немачки је трећи језик по броју оних који га уче у школама, други по броју оних који га уче у Европи, и трећи у САД (после шпанског и француског). Немачки је један од званичних језика Европске уније, где је трећи језик по броју оних који га уче (одмах после француског).
Стандардни немачки језик није настао из неког дијалекта, већ су га осмислили песници, филозофи и други образованији људи. У 16. веку Мартин Лутер је превео Библију на немачки, свесно спајајући карактеристике различитих дијалеката. Желео је да што већи број људи разуме превод.
Са Гетеом и Шилером у 18. веку на врхунцу је била стандардизација немачког језика. Са више од 120 милиона говорника у 38 земаља света, није зачуђујуће да се разликује употреба немачког језика. Као и енглески, и немачки језик је плурицентричан и са три главна центра у којима се користи: Аустрији, Немачкој и Швајцарској. У немачком се све именице пишу великим словом.

## Историја
Због премештања становништва, због путева комуникација и трговине (углавном река), изолованости (високих планина и непрегледних шума) развили су се различите дијалекти немачког језика. Ови дијалекти, понекад међусобно и неразумљиви, коришћени су у Светом римском царству.
Како је Немачка било подељена на много држава, једино што је подстицало стандардизацију немачког језика је жеља писаца да их што већи број људи разуме.
Када је Мартин Лутер превео Библију (Нови завет 1521, Стари завет 1534), свој превод је углавном базирао на већ развијеном језику, који је у то време био најразумљивији језик. Овај језик је био заснован првенствено на горњосаксонском дијалекту и дијалектима средње Немачке (лексиконски и граматички) и сачувао је пуно од средњовисоконемачког, (за разлику од дијалеката средње и северне Немачке у којима је генитив већ почео да нестаје). Традиционални језик у Хановеру је био остфалски дијалекат нисконемачког језика, чији је изговор стандардног немачког постао норма. Пошто је на крају одабран остфалски дијалекат нисконемачког језика, као норма за читање, дошло је до тога да су у стандардни немачки ушле речи из нисконемачког, што је један од разлога зашто се у стандардном немачком није у потпуности десила замена сугласника у високонемачком. У почетку, уз сваку Библију долазила је и листа речи које нису познате у том дијалекту и њихов превод. Католици су у почетку одбијали Лутеров превод и покушали су да створе сопствени католички стандард (Gemeines Deutsch) - који се од „протестантског Немачког“ разликовао у ситним детаљима. Тек је средином 18. века, створен стандард који је добро прихваћен, чиме се завршио период ранонововисоконемачког.
Немачки је био језик трговине и власти у Хабзбуршком царству, које је окруживало велике површине централне и источне Европе. До средине 19. века био је то језик људи из градова у највећем делу царства. Знање немачког је значило да је говорник био трговац, урбани човек, а не његову националност. Неки градови, попут Прага и Будимпеште (Будим), су постепено били германизовани у годинама након њиховог уласка под хабзбуршку власт. Други, попут Братиславе, су првобитно насељени током хабзбуршког периода и били су примарно немачки у то време. Неколико градова, као што је Милано су остали првобитно не-немачки. Међутим, већина градова су били примарно немачки у овом периоду, као што су Будимпешта, Братислава, Загреб, и Љубљана, иако су били окружени територијама у којима су се говорили други језици.
Отприлике до 1800, стандардни немачки је био готово једино писани језик. У овом периоду, људи у урбаним крајевима северне Немачке, који су говорили дијалектима који су се значајно разликовали од стандардног немачког, учили су га готово као страни језик и трудили се да га изговарају што је сличније могуће ономе шта је написано. Прописане смернице за изговор су обичавале да сматрају северно-немачки изговор стандардом. Ипак, стварни изговор стандардног немачког варира од региона до региона.
Медији и штампана дела су готово увек на стандардном немачком, који разумеју у свим територијама на којима се говоре немачки језици (са изузетком предшколске деце у зонама у којима се говоре само дијалекти - на пример Швајцарска — али у ери телевизије чак и предшколска деца науче стандардни немачки још пре поласка у школу).
Први речник браће Грим, који се састоји из 16 делова објављиваних између 1852 и 1960, је најсвеобухватнији речник немачког. 1860. године, граматика и правопис су се први пут појавили у Дуденовом приручнику. 1901, ово је проглашено стандардном дефиницијом немачког језика. Званичне измене су учињене тек 1998. године, када је немачка правописна реформа ступила на снагу у свим земљама у којима се говори немачки. Од тада је правопис немачког у транзицији, са обавезом да се у року од осам година пређе на нови правопис. Пошто су образовање и култура, по немачком закону у надлежности немачких покрајина, разлике у погледима на правописну реформу и даље успоравају спровођење те реформе.
Током седамдесетих година XIX века, немачки језик је потиснуо латински на свим главним европским и америчким универзитетима тог доба.
- Познавање немачког језика у ЕУ са Хрватском, Швајцарском, Лихтенштајном и Турском
- Натписи на немачком језику у Намибији

## Читање и фонетика
Читање и фонетика се у овом примеру базирају на стандардном књижевном немачком.

### Самогласници

#### Монофтонзи
- a: [аː] ако је после њега један сугласник
- a: [a] ако је после њега двоструки сугласник
- ä, ae, e: [eː] глас ae је исто што и ä, само се најчешће користи када на тастатури нема слова ä
- ä, ae: [ɛ] ако се после њих налази двоструки сугласник
- e, ä, ae: [ɛː] ако се после њих налази један сугласник
- e: [⁠ə⁠] се тако чита када се налази на крају или при крају речи или у префиксима ge- и be-
- er: [ɐ] се тако чита на крају речи. Не важи за једносложне речи
- i: [ɪ]
- ie: [iː] не важи за стране речи и државе које се завршавају на -ien
- o: [⁠ɔ⁠] када се после њега налази двоструки сугласник
- o, оw: [oː] када се после њега налази један сугласник. Глас оw се углавном налази код имена насеља
- ö, oe: [øː⁠] (или мукло е), каже се е, само се скупе усне у круг као да ће се рећи о. Oвако се читају ако се после њих налази један сугласник. Глас oe је исто што и ö, само се најчешће користи када на тастатури нема слова ö
- ö, oe: [œ⁠] овако се читају ако се после њих налази двоструки сугласник. Отвореније je од гласа [øː⁠]
- r: [ɐ̯] када је на крају слога или када после њега постоје још неки сугласници у једносложној речи, нпр.: erst (први). Крај слога је у немачком најчешће после самогласника
- u: [uː⁠⁠] овако се чита ако се после њега налази један сугласник
- u: [ʊ⁠⁠] овако се чита ако се после њега налази двоструки сугласник
- ü, ue, ui, y: [yː] (или фућкајуће и), каже се и, само се скупе усне у круг као да ће се рећи у. Овако се читају ако се после њих налази један сугласник. Глас ue је исто што и ü, само се најчешће користи када на тастатури нема слова ü
- ü, ue, ui, y: [ʏ⁠] овако се читају ако се после њих налази двоструки сугласник. Треба наговестити да је овај глас отворенији од гласа [yː⁠]

У примерима је већ примећено да се самогласници разликују по дужини у зависности од тога где се налазе. У истим случајевима када су продужени може да се после њих налазе и h, ß и када се ss користи уместо ß, пример: Höhle [høːlə], Mühle [ˈmyːlə] и Straße [ˈʃtʁaːsə].
Такође, када се налази африкат [p͡f] и неколико различитих сугласника после самогласника, тада се самогласник кратко чита, нпр.: gültig: [ˈgʏ⁠ltɪç].
Кратки самогласници се углавном јављају код неколико различитих сугласника и два удвостручена сугласника.
Треба рећи да се понекада одступа од правила читања најчешће код грађења речи или појединих позајмљеница. Нпр., у речи zuerst се глас ue чита баш онако како је написано, а не [ʏ⁠] или [yː].

#### Дифтонзи
- ei, ai, ey, ay: [aɪ̯]
- au: [aʊ̯]
- eu, äu, aeu: [ɔʏ] или [ɔɪ̯]

Eu се тако не чита само у речима Museum (музеј), Eureka (еурека), Feuilleton (чланак) и код позајмљеница које се завршавају на -eur

### Сугласници
- c: [t͡s] (испред e, i & y)
- c: [k] у осталим случајевима. Када је c само како год се чита (да није у диграфима ch и ck) се налази у страним речима и властитим именима
- ch: [x] (ређе као [χ]) када се налази после слова a, o & u
- ch: [ç] када је у осталим случајевима. То је меко х
- chs: [ks] једино не важи код речи nächst
- ck, k: [k]
- el: [l̩] се тако чита на крају речи, осим ако слово l није двоструко
- em: [m̩] се тако чита на крају речи
- en: [n̩] се тако чита на крају речи
- f, ph, v: [f] диграф ph се углавном налази код речи грчког порекла
- g: [g]
- h: [-] не чита се уопште када је у средини речи
- j: [j]
- ng: [ŋ]
- nk: [ŋk]
- pf: [p͡f]
- qu: [kv]
- r, rh: [ʁ] или [ʀ] у осталим случајевима. Слично звуче и оба настају код грла
- s: [z] пре самогласника
- sch: [ʃ]
- sp: [ʃp] се тако чита када је на почетку речи или у изведеним речима које користе реч која почиње на sp
- ss, ß: [s]
- st: [ʃt] се тако чита када је на почетку речи или у изведеним речима које користе реч која почиње на st
- t, dt, th: [t]
- tsch, tzsch, zsch: [t͡ʃ] гласови tzsch и zsch се углавном налазе код имена
- ti: [t͡sɪ̯] на крају или при крају речи латинског порекла које се завршавају на наставке -tion, -tia, -tial, -tiar, -tiär, -tie, -tiell, -tient, -tiös, -tium
- w: [v]
- z, tz: [t͡s] једино не важи ово за реч Quiz

Двострука слова се читају као и да је само једно написано.
Понекада се одступа од правила читања најчешће код грађења речи. Нпр., у речима Walhai и enthalten се слово h се чита.
Када су нека имена или стране речи у питању, одступа се од правила читања, нпр.: Verb, Alkohol или Johann.

### Специјална комбинација
- ig: [ɪç] на крају речи, чак и када се дода слово t или реч keit.

### Гласови код позајмљеница
- dsch: [d͡ʒ] када се тај глас транскрибује на немачки
- g: [ʒ] код француских позајмљеница, када је g из француских позајмљеница испред e, i и y.

### Звучни гласови на крају речи и пре безвучног сугласника
Гласови на крају речи или пре безвучног сугласника се читају као:
- b: [p]
- g: [k]
- d: [t]
- w: [f]

Безвучни сугласници у немачком, али и у српском су: [p], [t], [k], [s], [ʃ], [t͡ʃ], [f], [h] и [t͡s]. Немачки такође поседује безвучне гласове [x], [χ] и [ç]. Не поседује безвучни глас [t͡ɕ] и звучне [d͡ʑ], [d͡ʒ] и [ʒ] у својим речима, искључиво у позајмљеницама. Ако испада да се неки од звукова који не постоји у немачком, као нпр., у речи Dschungel, значи да је глас транскрибован (прилагођен језику на ком се преводи) на немачки.
Остала слова и гласови, сем ових у правилу читања, читају се као и у српском.

### Самогласници

#### Монофтонзи
- a - [аː]: kam
- a - [a]: Kamm
- ä, ae, e- [eː]: stehlen
- ä, ae, e - [ɛ]: stellen
- e, ä, ae - [ɛː]: Käse, Pflege
- e - [⁠ə⁠]: besprechen, gewinnen, bitte
- er - [ɐ]: weiter, Teilnehmer
- i - [ɪ]: Schnitt, Mittwoch
- ie - [iː]: Wien, bieten
- o - [⁠ɔ⁠]: offen, Holz
- o, оw - [oː]: Ofen
- ö, oe - [øː⁠]: Höhle, Österreich (као изузетак), König
- ö, oe - [œ⁠]: Löffel, öffnen
- r - [ɐ̯]: jährlich, erfahren, Tier, Stern
- u - [uː⁠⁠]: Zug
- u - [ʊ⁠⁠]: Mutter, Verwendung
- ü, ue, ui, y - [yː]: Mühle, über, Hygiene, typisch
- ü, ue, ui, y - [ʏ⁠]: Müller, Füller, Uelzen

#### Дифтонзи
- ei, ai, ey, ay - [aɪ̯]: Fleisch, Main, Steyr, Haydn
- au - [aʊ̯]: auf, laufen
- eu, äu, aeu - [ɔʏ] или [ɔɪ̯]: Deutschland, Eule

### Сугласници
- c - [t͡s]: Jacek, Mercedes
- c - [k]: Cottbus, Marcus
- ch - [x]: machen, beachten
- ch - [ç]: ich, Rechnung
- chs - [ks]: sechs, Achsen
- ck, k - [k]: Knie, Rücken
- el - [l̩]: Nahrungsmittel, Löffel
- em - [m̩]: großem
- en - [n̩]: zeichnen, malen
- f, ph, v - [f]: Frage, Phänomen, verstehen
- g - [g]: Geist, gültig
- h - [-]: Fahrer, froh
- j - [j]: Jahr, jung
- ng - [ŋ]: Junge, Erklärung
- nk - [ŋk]: Bank
- pf - [p͡f]: Pfirsich, Pflege, Apfel
- qu - [kv]: bequem, Quatsch, Quelle
- r, rh - [ʁ] или [ʀ]: Rechner, Rücken
- s - [z]: Seite, gesamt
- sch - [ʃ]: Schweiz, schlafen
- sp - [ʃp]: sprechen, abspielen
- ss, ß - [s]: Spaß, essen
- st - [ʃt]: Straße, Stück, Stein, Frühstück, Liechtenstein
- t, dt, th - [t]: Tür, Stadt, Thema
- tsch, tzsch, zsch - [t͡ʃ]: Deutsch, Nietzsche
- ti - [t͡sɪ̯]: Navigation, Patient
- w - [v]: Wasser, Wetter
- z, tz - [t͡s]: Zeichnung, Herz, Matratze

### Специјална комбинација
- ig - [ɪç]: sonnig, Geschwindigkeit, beschäftigt

### Звучни гласови на крају речи и пре безвучног сугласника
- b - [p]: ab, Abschnitt
- g - [k]: Tag, gesagt
- d - [t]: spielend

## Класификација и сродни језици
Немачки је члан високонемачке групе, која припада западногерманској грани германских језика, која је члан индоевропске породице језика.

### Суседни језици
Немачки језик, заједно са холандским и луксембуршким, као са својим најближим рођацима, формира чврст и добро дефинисан језички регион, који је од других језика одвојен језичким границама. Његови суседи су: на северу фризијски и дански језик; на истоку пољски језик, горњолужичкосрпски језик, доњолужичкосрпски језик, чешки језик, словачки језик и мађарски језик; на југу словеначки језик, италијански језик, фриjулски језик, ладински језик и реторомански језик; на западу француски језик, холандски језик и луксембуршки језик. Сем фризијског, холандског и луксембуршког, ниједан од ових језика није из западногерманске групе, тако да се јасно разликују од немачког, луксембуршког, холандског и фризијског. Иако је фризијски у блиској вези са немачким, холандским и луксембуршким, они нису међусобно разумљиви.
Ситуација је сложенија када се узме у виду однос између немачког и холандског. До скора, кроз цео простор на коме се говори немачким постојала је језичка непрекидност (континуум), без језичких граница. На таквом простору, сваки дијалекат је разумљив са његовим суседом, али дијалекти који су физички удаљени често нису међусобно разумљиви. Немачко-холандски континуум се дели на две групе дијалеката: нисконемачки (германски) и високонемачки (германски) варијетет, према томе да ли се у њима јавила промена сугласника; холандски је део дијалеката нискофраначког, који су сличнији нисконемачком, него високонемачком.
Из политичких разлога, немачки и холандски дијалекти почели су да дивергирају током XX века. Такође, у Немачкој и Холандији, неки дијалекти су близу изумирања, јер су их заменили стандардни немачки, односно холандски. Због тога, у току је формирање језичке границе између Немачке и Холандије.
Док је немачки језик као што је већ речено на много начина сличан холандском, веома се разликују у изговору. Говорнику једне земље би била потребна вежба да би научио да разуме говорника друге земље. Упоредите, нпр.:
хол. 
 
Најмањи камелеон, који је потпуно одрастао је дуг 2 , а највећи може лако да достигне дужину од 80 .
Ево још једне реченице:
хол. 
 
Најбржа копнена животиња је гепард. Може да иде и до 120 километара на час.
Холанђани углавном могу да разумеју писани немачки, а Немци који говоре нисконемачким (нисконемачким углавном говоре старији људи) углавном могу да разумеју писани холандски, али имају проблема да разумеју говорни језик. Такође, холандски има доста различитије читање, у односу на немачки, те је то један од исто битних разлога зашто се не могу разумети у говору.
Ако се врши груписање западногерманских језика, холандски је нискофраначки, а немачки је високонемачки. У високонемачке дијалекте спадају јидиш и луксембуршки (понекада се сматра само дијалектом немачког, иако је ту 10-15% речи које немачки уопште не садржи), те би требало са значи су то најсличнији језици стандардном немачком. Упоредите њих са истим оним реченицама код холандског, нпр.:
јид. 
лукс. 
 
Најмањи камелеон, који је потпуно одрастао је дуг 2 , а највећи може лако да достигне дужину од 80 .
Ево оне друге реченице:
јид. 
лукс. 
 
Најбржа копнена животиња је гепард. Може да иде и до 120 километара на час.
Иако су јако слични, постоје неких битних разлики, не само у речнику, већ и у редоследу речи и самом читању.

### Званични статус и број говорника
Око 100 милиона људи говори немачки као матерњи језик и исто толико као страни језик. Немачки језик тренутно учи око 15,5 милиона људи широм света. Постоји растући или стални тренд у овом погледу у већини земаља.
Седам држава и територија које имају немачки као један од службених језика организовано је у Савет немачког правописа. Поред тога, од 2004. године одржава се годишњи неформални састанак земаља немачког говорног подручја, који окупља шефове држава свих шест суверених држава у Европи које користе немачки као један од својих државних службених језика.
Географски кључни подаци језичког подручја
Најзападнија тачка затвореног немачког говорног подручја у средњој Европи, у којој је немачки или немачки дијалекат актуелни разговорни језик, је општина Рамбрух у Луксембургу. Тачно 850 km источно налази се аустријска општина Дојч Јарндорф у Бургенланду, њена најисточнија тачка. На северу, немачка заједница Лист на Зилту означава крај језичке области, која се налази скоро тачно 1005 км северно од свог колеге, швајцарске заједнице Цермат на Матерхорну.

#### Немачки као матерњи језик

##### Број говорника
Од почетка 1990-их, број оних који говоре немачки матерњи језик широм света је био око 90 до 100 милиона. Квантитативне разлике настају због неколико фактора.
У већини земаља, припадност језичкој групи или матерњем или другом језику људи се не евидентира статистички и стога се може само екстраполирати (често нетачно). Штавише, у анкетама које се спроводе, двојезични људи (тј. са два матерња језика) често могу дати само један одговор.
Припадност неких (често јаких говорника) варијетета немачком језику, тј. на кровни језик немачки, је контроверзан или се променио у новијој историји (нпр. алзашки, луксембуршки и лимбуршки).
У многим случајевима се не прави разлика између изворних говорника и оних који говоре други језик (нпр. многи људи са миграционим пореклом у земљама немачког говорног подручја), већ само збир или само први.
Ethnologue процењује да број првих и других говорника стандардног немачког у Немачкој износи око 79 милиона, од чега је око 71 милион оних који први говоре. Не укључује (често двојезичне) говорнике других варијанти широм света (нпр. баварски, швајцарски немачки или риогранденски хунсрички) и такође истиче да је листа непотпуна. Према Ethnologue-у, широм света постоји око 76 милиона првог и 56 милиона других говорника стандардног немачког, што заједно чини око 132 милиона говорника. Ако се дода наведени број говорника стандардног немачког са онима од варијанти које нису наведене под „Стандардни немачки“, добија се око 90 милиона првих говорника немачког. На основу репрезентативних истраживања и статистике становништва, други аутори претпостављају да има највише око 95 милиона изворних говорника. Извештаји о до 105 милиона говорника највероватније укључују друге говорнике и/или контроверзне, али јаке варијанте звучника. У 2012. немачки је био најраспрострањенији матерњи језик у Европској унији.
Стандардни немачки је званични језик у Немачкој, Лихтенштајну и Аустрији; један је од званичних језика Швајцарске (заједно са француским, италијанским и ретороманским језиком) и Луксембурга (заједно са француским и луксембуршким језиком). Користи се као локални званични језик и регионима где се говори немачки у Белгији, Италији, Данској и Пољској. Немачки је један од 24 званичних језика Европске уније.
Немачки језик је такође мањински језик у Канади, Француској, Русији, Казахстану, Таџикистану, Пољској, Румунији, Тогоу, Камеруну, САД, Намибији, Бразилу, Парагвају, Мађарској, Чешкој, Словачкој, Холандији, Словенији, Украјини, Хрватској, Молдавији, Аустралији, Летонији, Естонији и Литванији.
Немачки је некад био lingua franca средње, источне и северне Европе. Утицаји из енглеског су се у немачком тек скоро почели осећати. Међутим, немачки је међу најпопуларнијим језицима у свету, и други по популарности у Европи. 38% свих Европљана тврди да могу да се споразумеју на немачком (не укључујући људе чији је матерњи језик немачки). У Пољској, на пример, лакше је наћи неког ко добро говори немачки него енглески, што се може објаснити великим присуством немачких медија на том простору.
Немачки је трећи језик по заступљености на интернету, иза енглеског и руског, са учешћем од 5,9% веб-сајтова.

### Дијалекти
Израз „немачки“ користи се за дијалекте Немачке, Аустрије, дела Швајцарске и неких суседних земаља, као и за говоре колонија и етничких група које су основали Немци (нпр. Немачки у САД).
Разлике међу немачким дијалектима су значајне. Само су суседни дијалекти међусобно разумљиви. За говорника стандардног немачког (нем. Hochdeutsch), већина дијалеката није разумљива.
Немачки дијалекти се деле на "нисконемачки" и "високонемачки". Да ли су они различити језици, не постоји тачан одговор; међутим, тачно је да формирају дијалектски континуум где је сваки дијалект у тесној вези са суседним дијалектом, без обзира да ли се ради о нисконемачком или високонемачком.
Говорници српског језика могли би да буду заварани називима ова два варијетета и да помисле да су називе добили према некој врсти социјалног вредновања тих идиома, где би високонемачки имао неку „предност“ над нисконемачким. То не може бити даље од истине. Називи ова два варијетета настали су према њиховој географској дистрибуцији: нисконемачки језик говори се на северној половини Немачке, која је сама равница, односно низија, дакле - низак терен. А високонемачки језик говори се на југу и средини Немачке, у Аустрији, у Швајцарској и у Лихтенштајну, где су углавном брда и планине, дакле - висок терен. Уколико и постоји неко социјално вредновање ових варијетета, предност ће увек бити дата нисконемачком - мада треба имати на уму да код Немаца, Швајцараца и Аустријанаца то вредновање није изражено као нпр. код говорника српског или енглеског језика (најчешће се свако, укључујући: писце, политичаре, јавне личности, професоре, итд, увек служи својим родним дијалектом и поносан је на њега).
У дијалектима нисконемачког и холандског није извршена замена сугласника као у високонемачком, што доводи до тога да су холандски и нисконемачки узајамно разумљивији. Нисконемачки језик се другачије зове и нискосаксонски, који се састоји из дијалеката којима се говори у немачким равницама и у источној Холандији. Види горе за разлику између немачког и холандског.
Дијалекти високонемачког деле се на средњонемачки језик и горњонемачки језик. Средњонемачки дијалекти укључују: рајнски, луксембуршки (који се сматра све више језиком), мозелскофраначки, рајнскофраначки, хесенски, тириншки и горњосаксонски, и њиме се говори у источној Белгији, Луксембургу, деловима Француске, и у Немачкој између реке Мајне и северних низија. Стандардни немачки се углавном заснива на дијалектима средње Немачке. Дијалекат на којем је стандардни немачки у великој мери базиран јесте горњосаксонски дијалекат.
Горњонемачки дијалекти укључују алемански језик (на пример швајцарски немачки - нем. Schweizerdeutsch), швапски (нем. Schwäbisch), источнофраначки (нем. Ostfränkisch), аустро-баварски (нем. Bairisch) језик. Њима се говори у Алзасу, јужној Немачкој, Лихтенштајну, Аустрији и у деловима Швајцарске где се користи немачки, као и Италије. Они се онако, мало више раликују од осталих дијалеката, али се не употребљавају пуно у приватном животу. Највише се употребљавају у породичним условима.
Високонемачки којим говоре Јевреји Ашкенази (углавном у бившем Совјетском Савезу) имају неколико јединствених црта, и углавном се сматрају засебним језицима (Јидиш).
Још један високонемачки језик који се користи у Луксембургу такође има неколико јединствених црта (првенствено у вокабулару), и од 1984. се све више сматра засебним језиком, иако постоји нешто људи и лингвиста који га сматрају само дијалектом немачког (Луксембуршки).
Дијалекти немачког којима се говорило у колонијама личе на дијалекте немачког којима говоре/су говорили Немци који су ту дошли (нпр. пенсилванијски немачки личи на дијалект немачког зван палатински).
У САД, друга генерација имиграната створила је нов варијетет који је комбинација немачког језика са граматиком и правописним правилима енглеског. Он углавном није разумљив ни за једне, ни за друге. Говорници га називају „амерички немачки“.

### Стандардни немачки
Немачка лингвистика дијалектима назива само регионалне варијетете, не и варијетете стандардног немачког.
Стандардни немачки је настао не само као дијалекaт неког посебног региона, већ као писани језик. Међутим, на неким местима је стандардни немачки потиснуо дијалекте (посебно у великим градовима Немачке и Аустрије).
Стандардни немачки се разликује по регионима, нарочито међу земљама у којима је он званичан језик, у речнику, мало у изговору, па чак и донекле у граматици. Ове разлике не треба мешати са разликама у дијалектима. Иако су дијалекти у малој мери утицали на стандардни немачки, они се веома разликују. Немачки језик се стога сматра плурицентричним језиком.
У већини области, говорници користе мешавину језика (дијалекте као и стандардни немачки), зависно од ситуације.
У Швајцарској се, напротив, ретко користе мешавине стандардног немачког и дијалекта, и стандардни немачки се скоро искључиво користи као писани језик. Овакво стање назива се диглосија. Стандардним немачким се ретко говори, нпр. са говорником који не разуме швајцарске дијалекте, а очекује се да се користи у школи.

## Пример текста
Члан 1 Универзалне декларације о људским правима:
```
Alle Menschen sind frei und gleich an Würde 
und Rechten geboren. Sie sind mit Vernunft und 
Gewissen begabt und sollen einander im Geist der Brüderlichkeit begegnen.
```

## Граматика
Немачки је инфлексијски језик - што значи да се односи међу реченичким елементима исказују променом речи, односно додавањем наставака (наставци за падеж, наставци за број, наставци за време за глаголе ...).

### Падежи и њихова функција
У немачком постоје 4 падежа. То су: номинатив, генитив, датив и акузатив. Такође, именице ретко када добијају наставке за падеж.

#### Номинатив
Номинатив се у немачком баш као и у српском употребљава када се ради о граматичком субјекту.

#### Генитив
Генитив се углавном користи када се исказује нека припадност, нпр. у реченици: Das ist das Telefon eines Freundes (ово је пријатељов телефон). За овај падеж је у мушком и средњем роду обавезно да се дода наставак при деклинацији. Генитив личних заменица не постоји. Када се мисли да имена особа имају генитив, то се углавном мисли овако: Das ist Martins Telefon (oво је Мартинов телефон). У осталим случајевима се генитив не употребљава (и за имена).

#### Датив
Датив се користи баш као и у српском да се неком нешто намењује или предлаже. Такође, српски локатив је у немачком датив. Постоји такође и исказивање припадности када се исказује са предлогом von, нпр. у реченици Das ist das Telefon von einem Freund (ово је пријатељов телефон). Такав начин се настоји да се чешће употребљава него генитив да би се језик олакшао. Једино где не може да се замени за генитив јесте када је у питању везник wegen (због) као у реченици Wegen der Autobahn (због аутопута). За овај падеж је у множини обавезан наставак. Баш као и у српском, тако се датив у немачком користи када је неко стање мировања, када се тело не креће, односно када приповедач који прича о себи или некој другој особи која не хода, не иде или не трчи. Нпр. у реченици Ich bin im Zug (у возу сам). Предлог im је комбинација предлога in (у) и члана мушког или средњег рода (у овом случају мушког рода) у дативу dem. Та комбинација може и за предлоге an (на, као у српском примеру на зиду), von (од, када замењује генитив), zu (значење је као и енглеско to, али се на њега налепи само m, када су у питању мушки и средњи род, односно r, када је у питању женски род) и bei (код). Међутим, ако се предлог завршава на сугласник, склони се тај последњи сугласник и тек онда залепи m, када су у питању мушки и средњи род. Нпр.: Im Kino и In dem Kino. Не може такође да се лепи ни за један предлог слово r да се покаже да је у питању женски род, осим за предлог zu. А ако се употребљава датив за стање кретања, казало би се, нпр.: Ich gehe zum Kino (идем до биоскопа).

#### Акузатив
Акузатив се користи баш као и у српском, када се исказује неки прави објекат или када се исказује нечија припадност, нпр. у реченицама Ich habe einen Termin (имам састанак) и Für einen Bruder (за брата). Такође се користи када хоће да се искаже неко стање кретања, нпр. у реченици Ich gehe in den Park (идем у парк). Када се неки предлози налазе са именицом и чланом средњег рода, онда се предлог и члан спајају, нпр.: Ich gehe ins Kaufhaus. Овде су се предлог in и члан das спојили, само што се од члана узима слово s и ставља на предлог. Исто се може применити и код предлога an, auf и für.

### Промена чланова и родови
У немачком постоје три рода: мушки, женски и средњи (са множином као један засебан род, где нема три иста иста у множини), где постоје три одређена и два неодређена члана за једнину, а за множину постоји само одређен члан die:
Der - означава мушки род ;
Die - означава женски род ;
Das - означава средњи род ;
Die - означава множину.
Ово су неодређени чланови:
Ein - означава мушки и средњи род ;
Eine - означава женски род.
Ово су одрични чланови (који имају идентичне облике и употребу као и неодређени чланови, само што постоји један и за множину):
Kein - означава мушки и средњи род ;
Keine - означава женски род и множину.
Сви они се мењају у одређеним ситуацијама, тј. у промени падежа или броја именице.

#### Деклинација
Ево табеле деклинације одређених чланова и члана множине:
| Падеж     | мушки | средњи | женски | множина |
| --------- | ----- | ------ | ------ | ------- |
| Номинатив | der   | das    | die    | die     |
| Генитив   | des   | des    | der    | der     |
| Датив     | dem   | dem    | der    | den     |
| Акузатив  | den   | das    | die    | die     |

Ево табеле деклинације неодређених чланова:
| Падеж     | мушки | средњи | женски |
| --------- | ----- | ------ | ------ |
| Номинатив | ein   | ein    | eine   |
| Генитив   | eines | eines  | einer  |
| Датив     | einem | einem  | einer  |
| Акузатив  | einen | ein    | eine   |

Ево табеле деклинације одричних чланова:
| Падеж     | мушки  | средњи | женски | множина |
| --------- | ------ | ------ | ------ | ------- |
| Номинатив | kein   | kein   | keine  | keine   |
| Генитив   | keines | keines | keiner | keiner  |
| Датив     | keinem | keinem | keiner | keinen  |
| Акузатив  | keinen | kein   | keine  | keine   |

### Промена именица
Немачке именице спадају у:
- једну од три деклинације
- један од три рода: средњи, женски и мушки. Завршетак речи може да да информацију о роду; за већину именица род не зависи од наставка (за разлику од српског, где су именице које се завршавају сугласником мушког рода, са -а женског, а са -о и -е средњег)
- два броја: једнину и множину (неки језици имају и двојину, нпр. старословенски)
- четири падежа: номинатив, генитив, датив и акузатив (са сличним значењем као и у српском језику)

Иако је немачки инфлексијски језик, у односу на старовисоконемачки, исландски или ферјарски, број наставака је знатно мањи. Три рода нестају у множини, који се понаша као четврти род. Са четири падежа и три рода и множином, постоји укупно 16 комбинација падежа и рода/броја. Додавање наставака на именице је обавезно за генитив мушког и средњег рода, али не за женски род или множину. Са друге стране, наставак је обавезан у дативу множине, осим ако се реч завршава на -n или -s. Постоје и наставци за датив мушког и средњег рода, али се врло ретко срећу, чак ређе него што се нпр. аорист користи у стандардном српском језику када би требало (углавном се мења перфектом). Та врста деклинације се зове н-деклинација или слаба деклинација.
Немачки правопис, за разлику од других, захтева писање именица великим словом, чак иако нису на почетку реченице. Као и код других западногерманских језика, и у немачком када се наводи име језика, пише се великим почетним словом, нпр.: Die Deutsche Sprache (немачки језик).
Код немачке сложенице, леви делови речи модификују значење десних, нпр. Regenschirm (срп. кишобран). За разлику од српског где се сложенице са већим бројем речи пишу одвојено (стога и немамо утисак да су сложенице), у немачком се оне пишу састављено, нпр. Hundehütte (срп. кућица за псе).
Најдужа званична реч у немачком језику је Donaudampfschifffahrtselektrizitätenhauptbetriebswerkbauunterbeamtengesellschaft (Под-државно предузеће за изградњу главног депоа Дунавске паре) од 80 слова.

### Промена придева
Постоје три типа деклинације придева: јака, слаба и мешовита. Јака се користи када нема ниједног члана, слаба када је ту одређени, а мешовита када је ту неодређени члан.
| Падеж     | Деклинације придева schön (леп) | Деклинације придева schön (леп) | Деклинације придева schön (леп) | Деклинације придева schön (леп) |
| Падеж     | мушки род                       | средњи род                      | женски род                      | множина                         |
| --------- | ------------------------------- | ------------------------------- | ------------------------------- | ------------------------------- |
| Номинатив | schöner                         | schönes                         | schöne                          | schöne                          |
| Генитив   | schönen                         | schönen                         | schöner                         | schöner                         |
| Датив     | schönem                         | schönem                         | schöner                         | schönen                         |
| Акузатив  | schönen                         | schönes                         | schöne                          | schöne                          |

| Падеж     | Деклинације придева groß (велик) | Деклинације придева groß (велик) | Деклинације придева groß (велик) | Деклинације придева groß (велик) |
| Падеж     | мушки род                        | средњи род                       | женски род                       | множина                          |
| --------- | -------------------------------- | -------------------------------- | -------------------------------- | -------------------------------- |
| Номинатив | große                            | große                            | große                            | großen                           |
| Генитив   | großen                           | großen                           | großen                           | großen                           |
| Датив     | großen                           | großen                           | großen                           | großen                           |
| Акузатив  | großen                           | große                            |                                  | großen                           |

| Падеж     | Деклинација придева wild (дивљи) | Деклинација придева wild (дивљи) | Деклинација придева wild (дивљи) |
| Падеж     | мушки род                        | средњи род                       | женски род                       |
| --------- | -------------------------------- | -------------------------------- | -------------------------------- |
| Номинатив | wilder                           | wildes                           | wilde                            |
| Генитив   | wilden                           | wilden                           | wilden                           |
| Датив     | wilden                           | wilden                           | wilden                           |
| Акузатив  | wilden                           | wildes                           | wilde                            |

### Промена глагола
Немачки глаголи се мењају према:
- једној од две конјугације, слабој и јакој. Постоји око 200 глагола који се неправилно мењају.
- три лица: првом, другом и трећем
- два броја: једнини и множини
- три начина: индикатив, кондиционал (субјунктив и кондиционал се у немачком не разликују) и императив
- два рода: актив и пасив; пасив се дели на статички и динамички.
- два проста времена (презент, претерит) и 4 сложена времена (перфекaт, плусквамперфект, футур, футур II)

Такође постоје бројни начини да се прошири значење основног глагола коришћењем више префикса, нпр. er (један од префикса који мења значење глагола) + fahren (возити) = erfahren (искусити, сазнати).
Инфинитивни наставак за све глаголе у немачком је -(e)n.
Пример мењања правилних глагола kommen (доћи):
| Лице    | једнина           | множина        |
| ------- | ----------------- | -------------- |
| 1. лице | ich komme         | wir kommen     |
| 2. лице | du kommst         | ihr kommt      |
| 3. лице | er, sie, es kommt | sie/Sie kommen |

## Писање
Немачки језик је писан латиничним алфабетом, поред стандардних 26 латиничних знакова, немачки поседује три самогласника са прегласима (умлаутима): Ää, Öö и Üü, као и посебан знак за "ss" (ß) (ес цет или тврдо С), који се користи после дугих самогласника и дифтонга и не користи се на почетку речи (такође се уопште не користи у Швајцарској).

## Алфабет
|  |  |  |  |  |  |
|  |  |  |  |  |  |
|  |  |  |  |  |  |
|  |  |  |  |  |  |
|  |  |  |  |  |  |

## Сличности са енглеским и шкотским језиком
Постоји много речи које су по облику и значењу сличне енглеском, али и шкотском. Притом, сва три језика прпадају западногерманској групи германских језика, иако су енглески и шкотски имали јак утицај романских језика и добили доста више романских речи него немачки.
| Немачка реч                         | Значење                   | Енглеска и шкотска реч која јој је слична и значи исто | Енглеска и шкотска реч која јој је слична и значи исто |
| Немачка реч                         | Значење                   | енглеска реч                                           | шкотска реч                                            |
| ----------------------------------- | ------------------------- | ------------------------------------------------------ | ------------------------------------------------------ |
| hallo                               | здраво                    | hello                                                  | hullo                                                  |
| gut                                 | добар, добра              | good                                                   | guid                                                   |
| best                                | најбољи                   | best                                                   | best                                                   |
| Danke                               | Хвала                     | Thanks                                                 | Thanx                                                  |
| Bett                                | кревет                    | bed                                                    | bed                                                    |
| Finger                              | прст                      | finger                                                 | finger                                                 |
| haben                               | имати                     | to have                                                | tae hae                                                |
| Haus                                | кућа                      | house                                                  | hoose                                                  |
| Katze                               | мачка                     | cat                                                    | cat                                                    |
| lachen                              | смејати се                | to laugh                                               | tae lauch                                              |
| Nacht                               | ноћ                       | night                                                  | necht                                                  |
| Schiff                              | брод                      | ship                                                   | ship                                                   |
| Boot                                | чамац                     | boat                                                   | boat                                                   |
| singen, sang, gesungen              | певати, певаше, отпевати  | sing, sang, sung                                       | sing, sang, sung                                       |
| Tag                                 | дан                       | day                                                    | day                                                    |
| Wetter                              | време (метеоролошко)      | weather                                                | wather                                                 |
| wollen                              | хтети                     | will                                                   | will                                                   |
| Winter                              | зима                      | winter                                                 | wynter                                                 |
| Mutter                              | мајка                     | mother                                                 | mither                                                 |
| Vater                               | отац                      | father                                                 | faither                                                |
| Bruder                              | брат                      | brother                                                | brither                                                |
| Cousin [kuˈzɛ̃ː], Cousine [kuˈziːnə] | рођак, рођака             | cousin                                                 | cousin                                                 |
| Pfeife                              | цев                       | pipe                                                   | pipe                                                   |
| Sommer                              | лето                      | summer                                                 | sommer                                                 |
| Buch                                | књига                     | Book                                                   | buke                                                   |
| Maus                                | миш                       | mouse                                                  | mouse                                                  |
| Bär                                 | медвед                    | bear                                                   | bear                                                   |
| Elefant                             | слон                      | elephant                                               | elephant                                               |
| Fuchs                               | лисица                    | fox                                                    | fox                                                    |
| Rhinozeros                          | носорог                   | rhinoceros                                             | rhinoceros                                             |
| Republik                            | република                 | republic                                               | republic                                               |
| Bäckerei                            | пекара                    | bakery                                                 | bakery                                                 |
| vergessen                           | заборавити                | to forget                                              | tae forget                                             |
| Wasser                              | вода                      | water                                                  | watter                                                 |
| Melone                              | диња                      | melon                                                  | melon                                                  |
| Wassermelone                        | лубеница                  | watermelon                                             | watermelon                                             |
| Apfel                               | јабука                    | apple                                                  | apple                                                  |
| Honig                               | мед                       | honey                                                  | honey                                                  |
| Tomate                              | парадајз                  | tomato                                                 | tomato                                                 |
| Schuh                               | ципела, чизма, патика     | shoe                                                   | shoe                                                   |
| Öl                                  | уље                       | oil                                                    | oile                                                   |
| Eis                                 | лед, сладолед             | ice, ice cream                                         | ice, ice cream                                         |
| Olive                               | маслина                   | olive                                                  | olive                                                  |
| Milch                               | млеко                     | milk                                                   | milk                                                   |
| Käse                                | сир                       | cheese                                                 | cheese                                                 |
| Reis                                | рижа, пиринач             | rice                                                   | rice                                                   |
| Bohne                               | пасуљ                     | bean                                                   | bean                                                   |
| Ei                                  | јаје                      | egg                                                    | egg                                                    |
| Schulter                            | раме                      | shoulder                                               | shoulder                                               |
| Arm                                 | рука                      | arm                                                    | arm                                                    |
| Hand                                | шака                      | hand                                                   | hand                                                   |
| Haar                                | коса                      | hair                                                   | hair                                                   |
| Fähre                               | трајект                   | ferry                                                  | ferry                                                  |
| fühlen, sich fühlen                 | осетити, осећати се       | to feel                                                | tae feel                                               |
| schwimmen                           | пливати                   | to swim                                                | tae swim                                               |
| reiten                              | јахати                    | to ride                                                | tae ride                                               |
| klettern                            | пењати се                 | to climb                                               | tae climb                                              |
| Wind                                | ветар                     | wind                                                   | wind                                                   |
| Windsurfen                          | једрење на дасци          | windsurfing                                            | windsurfing                                            |
| allein                              | сам, сама                 | alone                                                  | alone                                                  |
| hungrig                             | гладан, гладна            | hungry                                                 | hungry                                                 |
| durstig                             | жедан, жедна              | thirsty                                                | thirsty                                                |
| Kirche                              | црква                     | church                                                 | kirk                                                   |
| Moschee                             | џамија                    | mosque                                                 | mosque                                                 |
| warm                                | топао, топла, топло       | warm                                                   | warm                                                   |
| kühl                                | хладан, хладна, хладно    | cool                                                   | cool                                                   |
| exzellent                           | одличан, одлична, одлично | excellent                                              | excellent                                              |
| reich (са малим немачким r)         | богат                     | rich                                                   | rich                                                   |
| Horn                                | труба, рог                | horn                                                   | horn                                                   |
| Regen                               | киша                      | rain                                                   | rain                                                   |
| Sturm                               | олуја, грмљавина          | storm                                                  | storm                                                  |
| Regenbogen                          | дуга                      | rainbow                                                | rainbow                                                |
| Schnee                              | снег                      | snow                                                   | snow                                                   |
| Hagel                               | град                      | hail                                                   | hail                                                   |
| Regenschauer                        | пљусак                    | rain shower                                            | rain shower                                            |
| kommen                              | доћи                      | to come                                                | tae come                                               |

Ако се ове речи разликују у понеком сугласнику, то је због замене сугласника која се догодила у високонемачком.
У енглеском постоји суфикс за кретање "wards" и у немачком исто и сично звучи и изгледа и тај суфикс је "wärts".
У енглеском постоји суфикс less и реч free за описивање да ту нема, не постоји нешто или се одричи као и са српским префиксом без. У немачком такође постоје такве речи, само су обе суфикси и то су los и frei у зависности од улоге.
Постоје речи које су по облику сличне онима у енглеском језику, али разликују се у значењу.
| Немачка реч | Превод немачке речи | Енглеска реч која јој је слична, а значи различито или слично | Превод енглеске речи |
| ----------- | ------------------- | ------------------------------------------------------------- | -------------------- |
| Dogge       | дога                | dog                                                           | пас                  |
| sich drehen | вртети се           | to throw                                                      | бацити               |
| ernten      | брати (глагол)      | to earn                                                       | зарађивати           |
| Gift        | отров               | gift                                                          | поклон               |
| Hund        | пас                 | hound                                                         | ловачки пас          |
| Knabe       | дечко               | knave                                                         | нож                  |
| Knecht      | слуга               | knight                                                        | витез                |
| nehmen      | узети               | numb                                                          | опијен               |
| raten       | саветовати          | to read                                                       | читати               |
| ritzen      | гребати             | to write                                                      | писати               |
| Schmerz     | бол                 | smart                                                         | паметан              |
| rächen      | осветити            | to wreak (havoc)                                              | искалити (као бес)   |
| Tisch       | сто                 | dish                                                          | посуда               |
| werfen      | бацити              | to warp                                                       | изобличити           |
| Zeit        | време               | tide                                                          | плима                |
| Mais        | кукуруз             | mice                                                          | мишеви               |
| bekommen    | добити              | become                                                        | постати              |
| nein        | не                  | nine                                                          | девет                |
| bald        | ускоро              | bald                                                          | ћелав                |

## Сличности са осталим германским језицима
Пошто је немачки западногермански језик, као што су холандски, африканс, фризијски језици..., немачки је са њима најсроднији. Иако су мало слабије немачком слични северногермански језици, као што су шведски, норвешки, дански..., немачки и са њима доста неких малих сличности дели, иако више сличности дели са холандским, африкансом, фризијским језицима... Као што је већ споменуто у теми суседни језици, немачки и холандски су веома слични, али, имају и доста ситних разлики које их раздвајају у говорном разумевању.

### Остали западногермански језици
Постоји много речи које су по облику и значењу сличне осталим западногерманским језицима. Ако овде не буду биле речи сличне немачком, то је претежно због позајмљивања других речи.
| пример     | немачки     | луксембуршки             | јидиш (транскр.)         | холандски  | африканс                | фризијски  | фризијски    | фризијски  | ниско- немачки          |
| пример     | немачки     | луксембуршки             | јидиш (транскр.)         | холандски  | африканс                | западни    | затерландски | северни    | ниско- немачки          |
| ---------- | ----------- | ------------------------ | ------------------------ | ---------- | ----------------------- | ---------- | ------------ | ---------- | ----------------------- |
| аеродром   | Flughafen   | Fluchhafen               | ערפּאָרט (erport)          | luchthaven | lughawe                 | loftthaven | lufthafen    | luchthafen | flughafen               |
| саобраћај  | Verkehr     | Verkéier                 | פאַרקער (farker)          | verkeer    | verkeer                 | ferkear    | verkear      | verkear    | verkeer                 |
| време      | Zeit        | Zäit                     | צייַט (tsayt)             | tijd       | tyd                     | tiid       | tied         | tied       | tied                    |
| бели лук   | Knoblauch   | Knuewelek                | גאַרלעיק (garleik)        | knoflook   | knoffel                 | knoflook   | knobloch     | knoblauch  | knoblauch               |
| птица      | Vogel       | Vugel                    | פויגל (foygl)            | vogel      | voël                    | fûgel      | vögel        | vugel      | vogel                   |
| пас        | Hund        | Hond                     | הונט (hunt)              | hond       | hond                    | hûn        | hund         | hund       | hund                    |
| животиња   | Tier        | Déier                    | כייַע (khaye), טיער (tir) | dier       | dier                    | dier       | dier         | dier       | dier                    |
| кашика     | Löffel      | Läffel                   | לעפל (lefl)              | lepel      | lepel                   | leppel     | läipel       | loofel     | leffel                  |
| кључ       | Schlüssel   | Schlëssel                | שליסל (shlisl)           | sleutel    | sleutel                 | kaai       | schlautel    | slüüssel   | schlüssel               |
| година     | Jahr        | Joer                     | יאָר (yor)                | jaar       | jaar                    | jier       | jahr         | jaar       | jaar                    |
| дрво       | Baum        | Bam                      | בוים (boym)              | boom       | boom                    | beam       | boom         | boom       | boom                    |
| коњ        | Pferd       | Päerd                    | פערד (ferd)              | paard      | perd                    | paard      | paard        | paard      | pferd                   |
| нилски коњ | Nilpferd    | Nilpferd, Hippopotamus   | ניסי פערד (nisi ferd)    | nijlpaard  | nijlpaard, hippopotamus | nylpferd   | nilpferd     | nijlpaard  | nilpferd                |
| облак      | Wolke       | Wollek                   | וואָלקן (volkn)           | wolk       | wolk                    | wolk       | wolk         | wolk       | wolken                  |
| киша       | Regen       | Reen                     | רעגן (regn)              | regen      | reën                    | rein       | reen         | reen       | regen                   |
| кобасица   | Wurst       | Wurscht, Zoossissmetzler | וואָרשט (vorst)           | worst      | wors                    | worst      | wurst        | wurst      | wurst                   |
| Немачка    | Deutschland | Däitschland              | דייטשלאנד (deytshland)   | Duitsland  | Duitsland               | Dútslân    | Dütschland   | Dütschland | Dütschland, Deitschland |
| Аустрија   | Österreich  | Éisträich                | עסטרייך (estreykh)       | Oostenrijk | Oostenryk               | Eastryk    | Österriek    | Österriek  | Österreich              |

У овим примерима се виђа да немачки дели доста сличних речи и са осталим западногерманским језицима.
Једна ствар врло специфична за све западногерманске језике (сем енглеског и шкотског), као и дански и ферјарски, јесте то да бројеве од 21 до 100, а да нису десетице иду по систему јединица + десетица, нпр.: einundzwanzig (дословно преведено: један и двадесет). Притом се све то пише заједно.
Једна ствар специфична за све западногерманске језике (сем енглеског и шкотског), јесте то да се гласови [b], [d], [g] и [z] на крају речи или пре безвучног сугласника претворе у [p], [t], [k] и [s].

### Северногермански језици
Иако је немачки западногермански језик, дели доста неких сличних речи и са северногерманским језицима. Ако овде не буду биле речи сличне немачком, то је претежно због позајмљивања других речи. У овим примерима ће се највише разликовати исландски и ферјарски.
| пример    | немачки      | шведски                | норвешки     | норвешки     | дански       | исландски  | ферјарски  |
| пример    | немачки      | шведски                | књижевни     | нови         | дански       | исландски  | ферјарски  |
| --------- | ------------ | ---------------------- | ------------ | ------------ | ------------ | ---------- | ---------- |
| рез       | Schnitt      | snitt                  | snitt        | snitt        | snit         | skurður    | skurður    |
| просек    | Durchschnitt | medelvärde, genomsnitt | gjennomsnitt | gjennomsnitt | gennemsnit   | meðaltal   | meðal      |
| краставац | Gurke*       | gurka*                 | agurk*       | agurk*       | agurk*       | agúrka*    | agurka*    |
| време     | Zeit         | tid                    | tid          | tid          | tid          | tími       | tíð        |
| наранџа   | Apfelsine    | apelsin                | appelsin     | appelsin     | appelsin     | appelsína  | appelsin   |
| птица     | Vogel        | fågel                  | fugl         | fugl         | fugl         | fugl       | fugl       |
| пас       | Hund         | hund                   | hund         | hund         | hund         | hundur     | hundur     |
| животиња  | Tier         | djur                   | dyr          | dyr          | dyr          | dýr        | dýr        |
| година    | Jahr         | år                     | år           | år           | år           | ár         | ár         |
| превод    | Übersetzung  | översättning           | oversettelse | omsetjing    | oversættelse | þýðing     | umseting   |
| киша      | Regen        | regn                   | regn         | regn         | regn         | rigning    | regn       |
| Немачка   | Deutschland  | Tyskland               | Tyskland     | Tyskland     | Tyskland     | Þýskalandi | Týskland   |
| Аустрија  | Österreich   | Österrike              | Østerrike    | Østerrike    | Østrig       | Austurríki | Eysturríki |

*Реч у немачком, али и у другим наведеним језицима потиче од словенских језика.

## Промена сугласника у високонемачком
Промена сугласника у високонемачком се десила у неколико фаза:
| Фаза 1                                                | Фаза 1                                   | Фаза 2                                                                      | Фаза 2                                                                      | Фаза 3                                         | Фаза 3                                                              |
| ----------------------------------------------------- | ---------------------------------------- | --------------------------------------------------------------------------- | --------------------------------------------------------------------------- | ---------------------------------------------- | ------------------------------------------------------------------- |
| Звукови су се мењали између самогласника              | Звукови су се мењали између самогласника | Звукови су се мењали на почетку; после r/l; када су у двоструком сугласнику | Звукови су се мењали на почетку; после r/l; када су у двоструком сугласнику | Звукови су се мењали у свим срединама          | Звукови су се мењали у свим срединама                               |
| Звук у нисконемачком, холандском или енглеском        | Звук у високонемачком                    | Звук у нисконемачком, холандском или енглеском                              | Звук у високонемачком                                                       | Звук у нисконемачком, холандском или енглеском | Звук у високонемачком                                               |
| p                                                     | f                                        | p                                                                           | pf                                                                          | b                                              | p (ова промена се десила у малом броју речи у стандардном немачком) |
| t                                                     | ss или ß                                 | t                                                                           | z или tz (када је t било у двоструком сугласнику)                           | d                                              | t                                                                   |
| k, (c и q у енглеском, и донекле мало и у холандском) | ch                                       | k                                                                           | kch (у горњонемачким дијалектима)                                           | g                                              | k (ова промена се десила у малом броју речи у стандардном немачком) |
| k, (c и q у енглеском, и донекле мало и у холандском) | ch                                       | s                                                                           | sch (пре неког сугласника, изузев сугласника p и t)                         | g                                              | k (ова промена се десила у малом броју речи у стандардном немачком) |
| ннем.                                                 |                                          | хол.                                                                        |                                                                             | енгл.                                          |                                                                     |
| хол.                                                  |                                          | ннем.                                                                       |                                                                             | ннем.                                          |                                                                     |
| енгл.                                                 |                                          | енгл.                                                                       |                                                                             | хол.                                           |                                                                     |

Ове промене се нису десиле за све речи у стандардном немачком (иако је претежно базиран на горњосаксонском дијалекту средњонемачких дијалеката), јер је остфалски дијалекат нисконемачког језика постао норма за изговор стандардног немачког, где су присвојене речи од нисконемачког језика.
Неке од ових промена се нису десиле у осталим језицима и дијалектима високонемачког. Нпр., промена d у t се није десила у луксембуршком.
Такође, када се у енглеском, холандском или нисконемачком појављују речи од 3 или 4 слова, нпр. енгл. lip, у немачком се то последње слово дуплира и дода на крају -e, пр.  .
Постоји и још једна промена која се десила у високонемачком, али и у нисконемачком, холандском, африкансу, али и код појединих речи у фризијском, данском, шведском и норвешком, која се није десила у енглеском, исландском и ферјарском:
| Промена звукова θ (у исландском као Þ) и ð (у енглеском се оба пишу као th) који се налазе у енглеском, исландском и ферјарском (у ферјарском нема θ) у слово d код високонемачког, али и код нисконемачког, холандског, африканског, и код појединих речи у фризијском, данском, шведском и норвешком (у фризијском, шведском, норвешком и данском су се та два звука много чешће претварала у t, него у d) | Промена звукова θ (у исландском као Þ) и ð (у енглеском се оба пишу као th) који се налазе у енглеском, исландском и ферјарском (у ферјарском нема θ) у слово d код високонемачког, али и код нисконемачког, холандског, африканског, и код појединих речи у фризијском, данском, шведском и норвешком (у фризијском, шведском, норвешком и данском су се та два звука много чешће претварала у t, него у d) |
| --- | --- |
| Звук у енглеском, исландском и ферјарском | Звук у високонемачком, али и у нисконемачком, холандском, африкансу, али и код појединих речи у фризијском, данском, шведском и норвешком |
| енгл. | |
| енгл. | |
| исл. | |

Ово је разлог зашто немачки још увек има слово d, и поред тога што се десила промена d у t.
У стандардном немачком и јидишу се десила још једна промена. Звукови [v] и [f] су се претворили у [b] између самогласника или после слова r/l. У истим случајевима се десила промена гласа [j] у [g].

## Позајмљенице
У немачком постоји пуно позајмљеница из других језика, посебно француског, латинског, грчког, скорије и из енглеског језика, али и других. Већина ових речи имају исто или слично значење као у првобитном језику, али неке од њих су промениле значење. Ове речи, које су често позајмљиване од стране других језика називамо интернационализмима.
Речи словенског порекла је мало; пример: Grenze (граница), Gurke (краставац) и Palatschinken (палачинке).
| Немачка реч | Значење                        | Порекло     |
| ----------- | ------------------------------ | ----------- |
| Armee       | армија, војска                 | француски   |
| Arrangement | аранжман (музички)             | француски   |
| Butter      | путер, маслац                  | грчки       |
| Camp        | камп                           | енглески    |
| Cañon       | кањон                          | шпански     |
| Chance      | шанса                          | француски   |
| Computer    | рачунар                        | енглески    |
| Courage     | храброст                       | француски   |
| Chutzpah    | бесраман                       | јидиш       |
| Disposition | лош положај                    | латински    |
| Feuilleton  | чланак                         | француски   |
| Futur       | будуће време                   | латински    |
| Genre       | жанр                           | француски   |
| Kaffee      | кафа                           | италијански |
| Kukumer     | краставац                      | латински    |
| Mammut      | мамут                          | мансијски   |
| Mikroskop   | микроскоп                      | грчки       |
| Moskito     | комарац                        | шпански     |
| Orange      | поморанџа, наранџа, наранџаста | француски   |
| Partei      | политичка партија              | француски   |
| Party       | журка, забава                  | енглески    |
| Passagier   | путник                         | француски   |
| Pasta       | тестенина                      | италијански |
| Position    | позиција                       | латински    |
| Positiv     | позитив                        | латински    |
| Psychologie | психологија                    | грчки       |
| Religion    | религија                       | латински    |
| Schach      | шах                            | арапски     |
| Tabu        | табу                           | тонган      |
| Torte       | торта, колач                   | италијански |
| Ziffer      | цифра                          | арапски     |
| Zigarre     | цигара                         | шпански     |

## Примери немачких фраза
| Превод                          | Фраза | IPA |
| ------------------------------- | ----- | --- |
| немачки                         |       |     |
| здраво                          |       |     |
| довиђења                        |       |     |
| молим, нема на чему, изволите   |       |     |
| хвала                           |       |     |
| тај/онај                        |       |     |
| колико?                         | ?     |     |
| да                              |       |     |
| не                              |       |     |
| колико је сати?                 | ?     | ,   |
| где је тоалет?                  | ?     |     |
| здравица                        |       |     |
| Да ли говорите енглески/српски? | ?     |     |
| Не разумем                      |       |     |
| Извините                        |       |     |
| Не знам                         |       |     |

## Називи за немачки језик у другим језицима
Због бурне историје Немачке и немачког језика, имена која су други народи изабрали за овај језик варирају више него код већине других језика.
Уопштено, имена за немачки језик се могу поделити у пет група по свом пореклу:
| 1. Од протогерманске речи за народ: - немачки: Deutsch - африкански: Duits - вијетнамски: tiếng Đức - дански: tysk - западнофризијски: Dútsk - исландски: þýska - италијански: tedesco - јапански: ドイツ語 (doitsugo) - јидиш: טײַטש (daytsch или daytsh) - кинески: 德语 (déyǔ) или 德意志语 (déyìzhiyǔ) - корејски: 독일어 (dogileo) - латински: (lingua) Theodisca - луксембуршки: Däitsch - маратхи: Daitya Bhaasha - норвешки: tysk - реторомански: tudestg - сатерландски фризијски: Dütsch - севернофризијски: Düütsch - ферјарски: týskt - холандски: Duits - шведски: tyska | 2. Од имена германског племена: - албански: gjermanishte - амхарски: ጀርመን (järmän) - јерменски: գերմաներեն (Germaneren) - енглески: German - есперанто: germana lingvo - грузински: გერმანული (germanuli) - грчки: Γερμανικά (germaniká) - хебрејски: גרמנית (germanit) - хинду: jarmanI kI bhAShA — транслитерација - ирски: Gearmáinis - македонски: германски (germanski) - малајски и индонежански: bahasa Jerman - малтешки: Ġermaniż - румунски: germană - тајски: ภาษาเยอรมัน (phasa yerman) - шкотски: German - шкотски гелски: Gearmailteach | 3. Од имена саксонског племена: - естонски: saksa - фински: saksa |
| 4. Од старословенске речи „нем“ ("мутав" јер су Словени мислили да Немци не знају да причају словенски језик): - бугарски: немски (nemski) - горњолужичкосрпски: Němski - доњолужичкосрпски: Němski - мађарски: német - пољски: niemiecki - румунски: nemţeşte - руски: немецкий (nemetskiy) - српски: немачки или њемачки / nemački или njemački - словачки: nemčina - словеначки: nemščina - украјински: німецька (nimetska) - узбечки: nemischa - хрватски: njemački - чешки: němčina                                                                                             | 5. Од имена алеманског племена: - арапски: ألمانية (alimāniyyah) - баскијски: alemanera - бретонски: alamaneg - каталонски: alemany - француски: allemand - кмерски: () - малгашки: alema - окситански: alemand - персијски: آلمانی (Âlmâni) - португалски: alemão - шпански: alemán - тагалог: Aleman - турски: Almanca - велшки: Almaeneg | 6. од речи доделити - летонски: vācu - литвански: vokiečių        |

## Основни појмови
- Hallo — Здраво
- Guten Morgen — Добро јутро
- Guten Tag — Добар дан
- Guten Abend — Добро вече
- Gute Nacht — Лаку ноћ
- (Auf) Wiedersehen — Довиђења
- Wie geht's (Wie geht es dir/Wie geht's dir) — Како си, Како иде
- Danke, Danke schön, Dankeschön — Хвала
- Bitte — Молим, Изволи/изволите, Нема на чему
- Ich heiße — Ја се зовем
- Ich bin ... (Jahre alt) — Ја имам ... година
- Ja — Да
- Nein — Не
- Бројеви од 0 до 10: 0. null, 1. ein(s), 2. zwei, 3. drei, 4. vier, 5. fünf, 6. sechs, 7. sieben, 8. acht, 9. neun, 10. zehn

Када се углавном обраћа старијој или непознатој особи, у немачком се углавном јави са Guten Tag.

### Речници и превођење
- Немачко-српски и српско-немачки речник и превод текста
- Немачко-српски двосмерни речник и преводилац текста Архивирано на веб-сајту  (16. јун 2009)
- Немачко-српско-немачки речник на Крстарици
- The LEO Online Dictionary Немачко-енглеско-немачки речник.
- dict.cc: Немачко-енглеско-немачки речник у који корисници могу да додају речи са 420.000 речи
- Немачко - енглески речник: са стране Webster's Online Dictionary — the Rosetta Edition.
- Немачка граматика, речник, промена речи и њихово формирање
- woerterbuch.info — Бесплатни немачко-енглески интернет речник са 600.000 речи
- Пројекат „Дигитални речник“

### Граматика
- Граматика немачког
- Граматика немачког на интернету
- Преглед немачке граматике
- Сажета немачка граматика на кинеском
- Немачке граматичке таблице
- Вежбе немачке граматике